# دياندر هوبكينز
دياندر هوبكينز (بالإنجليزية: DeAndre Hopkins)‏ هو لاعب كرة قدم أمريكية أمريكي، ولد في 6 يونيو 1992 في سنترال في الولايات المتحدة.

## وصلات خارجية
- دياندر هوبكينز على موقع كلية كرة السلة في سبورتس رفرنس.كوم (الإنجليزية)
- دياندر هوبكينز على موقع ريلجم (الإنجليزية)
- دياندر هوبكينز على موقع مرجع كرة القدم المحترفة.كوم (الإنجليزية)
- دياندر هوبكينز على موقع كلية كرة القدم في سبورتس رفرنس.كوم (الإنجليزية)